# 羽生町
羽生町（はにゅうまち）は、埼玉県北埼玉郡に存在した町。現在の羽生市中心部に位置する。
現在の羽生市は1954年（昭和29年）に新設合併によって誕生したもので、本町とは別の自治体である。

## 歴史

### 沿革
- 1889年（明治22年）4月1日 - 町村制施行により、羽生町、上羽生村が合併して羽生町が発足。
- 1915年（大正4年） - 町役場が大字羽生から大字上羽生に移転。
- 1951年（昭和26年）
  - 大字上羽生の一部を岩瀬村に編入。
  - 岩瀬村の一部（大字中岩瀬の一部）を編入。
- 1953年（昭和28年）
  - 大字羽生の一部を井泉村に編入。
  - 井泉村の一部（大字藤井上組、藤井下組の各一部）を編入。
- 1954年（昭和29年）9月1日 - 新郷村・須影村・岩瀬村・川俣村・井泉村・手子林村と合併して羽生市が発足。同日羽生町廃止。

## 交通

### 鉄道路線
- 東武鉄道
  - 伊勢崎線：羽生駅
- 秩父鉄道
  - 秩父本線：羽生駅

秩父鉄道秩父本線西羽生駅は未開業。

## 現在の町名
- 住居表示実施地区：北一 - 三丁目、中央一 - 五丁目、西一 - 三丁目、東一 - 九丁目、南一 - 五丁目（それぞれ隣接する大字の一部を含む）
- 住居表示未実施地区：大字羽生、大字上羽生